# Il chitarrista spagnolo
Il chitarrista spagnolo è un dipinto a olio su tela (147,3×114,3 cm) del pittore francese Édouard Manet, realizzato nel 1860 e conservato al Metropolitan Museum of Art di New York.

## Descrizione
Il dipinto fu esposto al Salon del 1861 e riscosse uno sfolgorante successo, a tal punto che ricevette persino una mention honorable, unico riconoscimento ufficiale che Manet ebbe per tutto il ventennio successivo. Manet, in questo modo, esordì brillantemente e si segnalò come giovane promessa '. Il successo ufficiale di Manet, che pensava di essere entrato a gamba tesa nell'arena dell'arte ufficiale, fu infatti solamente di breve durata e sarebbe stato presto rimpiazzato da scandali ripetuti.
L'immagine testimonia il grande interesse che Manet nutriva per la pittura spagnola del Seicento, che ebbe agio di conoscere nelle gallerie del Louvre, pur non essendosi ancora mai recato personalmente sul posto. Manet, infatti, voleva rifarsi dall'insuccesso che due anni prima aveva conosciuto il suo Bevitore d'assenzio, a tal punto che preso dallo sconforto avrebbe confidato all'amico Antonin Proust: «Ho rappresentato un tipo parigino, studiato a Parigi, mettendo nell'esecuzione la semplicità che ho trovato in Velázquez. Non viene capito. Forse si comprenderà meglio se faccio un tipo spagnolo». Fu così che, mostrandosi assai sensibile alle suggestioni dei quadri di Velázquez e Goya, Manet decise di raffigurare un guitarrero spagnolo.
Il pezzo, pur venendo lodato proprio per il suo ortodosso realismo, è in realtà filologicamente scorretto. Il soggetto raffigurato, infatti, non è un vero chitarrista, bensì un modello parigino opportunamente abbigliato per l'occasione: egli, tra l'altro, era mancino, e lo strumento che regge in mano doveva in realtà essere suonato con la mano destra. Nonostante queste inesattezze, piovvero le lodi e furono in molti a riconoscervi «una pittura che sta in mezzo tra quella detta realista e quella detta romantica», per usare le parole del critico Desnoyers. Assai calorosi furono i commenti di Théophile Gautier, che nel Moniteur scrisse: «Caramba! Ecco un Guitarrero che non proviene dall'Opéra-Comique e che sfigurerebbe su una litografia di romanza; ma Velázquez lo saluterebbe con un'amichevole strizzatina d'occhio e Goya chiederebbe del fuoco per accendere il suo papelito». Sotto il profilo stilistico, invece, il quadro si rivela essere esatto: la stesura pittorica è sintetica e contrastata, l'impianto strutturale è assai semplice e l'immagine effigiata ha un forte impatto visivo, sapientemente calibrato tra la posa vivace e dinamica del chitarrista e le sinfonie delle zone cromatiche delle varie superfici, fra le quali si segnalano le note squillanti del vaso rosso e del fazzoletto bianco.